# Patrick O'Neal
Patrick O'Neal, född 26 september 1927 i Ocala, Florida, död 9 september 1994 i New York, var en amerikansk skådespelare.

## Filmografi (urval)
- 1993 - Perry Mason: The Case of the Skin-Deep Scandal
- 1992 – Under belägring
- 1990 - Alice
- 1985 - Perry Mason Returns
- 1978 - Columbo, Make Me a Perfect Murder
- 1975 – Fruarna i Stepford
- 1972 - Columbo, Blueprint for Murder
- 1970 – Brevet till Kreml
- 1966 – Alvarez Kelly
- 1963 – Kardinalen
- 1960 – Lycksökaren
- 1960 – De sista stegen
- 1954 – The Mad Magician